# Stiphropus sigillatus
Stiphropus sigillatus là một loài nhện trong họ Thomisidae.
Loài này thuộc chi Stiphropus. Stiphropus sigillatus được Octavius Pickard-Cambridge miêu tả năm 1883.